# عملة البنك المركزي الرقمية
عملة البنك المركزي الرقمية (بالإنجليزية: Central Bank Digital Currency)‏ هو مصطلح يستخدم للإشارة إلى مختلف المقترحات التي تتضمن عملة رقمية صادرة عن بنك مركزي.
العملات الرقمية للبنك المركزي تسمى أيضًا العملات الرقمية  أو النقود الرقمية الأساسية.
تعتبر العملات الرقمية للبنوك المركزية في الوقت الحالي في المرحلة الافتراضية، على الرغم من أن مسحًا في أوائل عام 2020 وجد أن أكثر من 80٪ من البنوك المركزية كانت تدرس الموضوع.

## التاريخ
على الرغم من أن البنوك المركزية قد أصدرت النقود الإلكترونية سابقًا، إلا أن المفهوم الحالي «للعملة الرقمية للبنك المركزي» ربما يكون مستوحى جزئيًا من بيتكوين وما شابهها من العملات المشفرة.
تعد أحد أقدم الأمثلة على عملات البنك المركزي الرقمية في الإكوادور في الفترة من 2014-2018، عندما أنشأ البنك المركزي عملة تجريبية للبيع بالتجزئة يمكن الوصول إليها على نطاق واسع وتعمل من خلال الهواتف المحمولة للمواطنين لكن في النهاية تم إغلاق البرنامج جزئيًا بسبب انخفاض تبني المواطنين.
ناقش بنك إنجلترا عملة البنك المركزي في خطاب ألقاه كبير الاقتصاديين أندرو هالدين في سبتمبر 2015، حول الطرق الممكنة لتنفيذ أسعار الفائدة السلبية. في حين أن خطاب بن برودبنت نائب محافظ البنك للسياسة النقدية في مارس 2016، هو أول خطاب يستخدم فيه مصطلح «العملة الرقمية للبنك المركزي».
طرح البنك المركزي السويدي مناقشة حول «الكرونا الإلكترونية» في نوفمبر 2016،  وبدأ عملية اختبار العملة الإلكترونية في عام 2020.
في نوفمبر 2017، أعلن البنك المركزي في الأوروغواي عن بدء اختبار لإصدار البيزو الرقمي.
في منطقة اليورو، دعا محافظ بنك إسبانيا السابق ميغيل أنجيل فرنانديز أوردونيز إلى إدخال اليورو الرقمي، لكن البنك المركزي الأوروبي نفى حتى الآن حدوث مثل هذا الاحتمال. في 2 أكتوبر 2020، نشر البنك المركزي الأوروبي رغم ذلك تقريرًا عن اليورو الرقمي المقترح وبدأ مرحلة من التجارب للنظر في مزايا هذه العملة الرقمية للبنك المركزي. بناءً على ذلك، سيقرر البنك بعد ذلك ما إذا كانسيتابع أو يتخلي عن خطة إصدار اليورو الرقمي في منتصف عام 2021.
في 20 أكتوبر 2020، قدم البنك المركزي لجزر البهاما الدولار الرملي كعملة قانونية رقمية تعادل دولار برمودا التقليدي. 
في نهاية عام 2017، أسند بنك الشعب الصيني إلى عددٍ من البنوك والمؤسسات مَهمّة تطوير نظام الدفع الإلكتروني للعملة الرقمية بشكل مشترك.
وفي أبريل 2020، بدأ اختبار الدفع الإلكتروني للعملة الرقمية في ٤ مدن صينية كبرى، بما في ذلك شنجن، وسوجو، وشيونغان،وتشنغدو.

## المزايا والآثار
تجري حاليًا دراسة على العملة الرقمية الورقية واختبارها من قبل الحكومات والبنوك المركزية من أجل إدراك الآثار الإيجابية العديدة التي تساهم بها في الشمول المالي، والنمو الاقتصادي، والابتكار التكنولوجي، وزيادة كفاءة المعاملات. فيما يلي قائمة بالمزايا المحتملة:
- الكفاءة التكنولوجية: بدلاً من الاعتماد على وسطاء مثل البنوك وشركات المقاصة، يمكن إجراء التحويلات المالية والمدفوعات في الوقت الفعلي، مباشرة من الدافع إلى المستفيد.
- الشمول المالي: يمكن أن تشكل حسابات الأموال الآمنة في البنوك المركزية أداة قوية للشمول المالي، مما يسمح لأي مقيم قانوني أو مواطن بالحصول على حساب بنكي أساسي مجاني أو منخفض التكلفة.
- منع النشاط غير المشروع: تجعل العملة الرقمية للبنك المركزي من الممكن للبنك المركزي تتبع الموقع الدقيق لكل وحدة من العملة (بافتراض نموذج قاعدة البيانات المركزي الأكثر احتمالية)؛ يمكن توسيع التتبع ليشمل النقد من خلال المطالبة بإبلاغ البنك المركزي بالأرقام التسلسلية للأوراق النقدية المستخدمة في كل معاملة. هذا التتبع له ميزتان رئيسيتان:[27]
  - تحصيل الضرائب: يجعل التهرب الضريبي والتهرب الضريبي أكثر صعوبة، حيث سيصبح من المستحيل استخدام أساليب مثل الخدمات المصرفية الخارجية والتوظيف غير المبلغ عنه لإخفاء النشاط المالي عن البنك المركزي أو الحكومة.
  - مكافحة الجريمة: فهي تسهل من رصد النشاط الإجرامي (من خلال مراقبة النشاط المالي)، وبالتالي وضع حد له. علاوة على ذلك، في الحالات التي حدث فيها نشاط إجرامي بالفعل، يجعل التتبع من الصعب جدًا غسل الأموال، وغالبًا ما يكون من السهل عكس المعاملة على الفور وإعادة الأموال إلى ضحية الجريمة.
- حماية الأموال كمنفعة عامة: ستوفر العملات الرقمية التي تصدرها البنوك المركزية بديلاً حديثًا للنقد المادي - الذي يجري حاليًا تصور إلغائه.[28]
- سلامة أنظمة المدفوعات: أداة دفع رقمية آمنة وقابلة للتشغيل البيني يصدرها ويديرها البنك المركزي وتُستخدم كأدوات دفع رقمية وطنية تعزز الثقة في أنظمة الأموال الخاضعة للسيطرة الخاصة وتزيد الثقة في نظام الدفع الوطني بأكمله [29][30] مع تعزيز المنافسة في أنظمة الدفع.
- الحفاظ على دخل السندات: من شأن إصدار العملة الرقمية العامة أن يتجنب حدوث انخفاض متوقع في دخل السندات الحكومية في حالة اختفاء النقد المادي.[31]
- المنافسة المصرفية: إن توفير حسابات بنكية مجانية في البنك المركزي يوفر الأمان الكامل للودائع النقدية يمكن أن يعزز المنافسة بين البنوك لجذب الودائع المصرفية، على سبيل المثال من خلال تقديم ودائع تحت الطلب مرة أخرى بأجر.
- نقل السياسة النقدية: يمكن أن يشكل إصدار الأموال الأساسية للبنك المركزي من خلال التحويلات إلى الجمهور قناة جديدة لنقل السياسة النقدية [32][33][34] (أي أموال المروحيات [35])، مما يسمح بمزيد من التحكم المباشر من المعروض النقدي من الأدوات غير المباشرة مثل التيسير الكمي وأسعار الفائدة، وربما تقود الطريق نحو نظام مصرفي احتياطي كامل.[36]
- السلامة المالية: سيحد البنك المركزي التجاري من ممارسة المصرفية الاحتياطية الجزئية ويحتمل أن يقلل الحاجة إلى خطط ضمان الودائع.[37]

## المخاطر
يتمثل أحد المخاوف العامة في أن إدخال العملة الرقمية للبنوك المركزية قد يتسبب في احتمالية حدوث سحب كبير للاموال من البنوك. ومع ذلك، وجد بنك إنجلترا أنه يمكن تجنب ذلك عن طريق إتباع مجموعة من المبادئ الأساسية.
نظرًا لأن معظم هذه العملات مركزية، وليست لامركزية مثل معظم العملات المشفرة، يمكن للمتحكمين في إصدار العملة الرقمية للبنك المركزي إضافة الأموال أو إزالتها من حساب أي شخص بضغطة زر. في المقابل، تمنع العملات المشفرة مثل بيتكوين هذا ما لم تتفق مجموعة من المستخدمين الذين يتحكمون في أكثر من 50٪ من قدرة التنقيب. تسمح العملات الرقمية للبنوك المركزية الحالية مثل عملة الصين الرقمية بإصدار عملة جديدة، مما يعني أن التضخم ممكن الحدوث. على النقيض من ذلك، لا يمكن للبيتكوين أن تخلق تضخمًا.